# Daniele Lupo
Daniele Lupo (Roma, 6 de mayo de 1991) es un deportista italiano que compite en voleibol, en la modalidad de playa.
Participó en dos Juegos Olímpicos de Verano, obteniendo la medalla de plata en Río de Janeiro 2016 (haciendo pareja con Paolo Nicolai) y el quinto lugar en Londres 2012. Ganó cuatro medallas en el Campeonato Europeo de Vóley Playa entre los años 2014 y 2020.

## Palmarés internacional
| Juegos Olímpicos   | Juegos Olímpicos           | Juegos Olímpicos  | Juegos Olímpicos |
| Año                | Lugar                      | Medalla           | Pareja           |
| ------------------ | -------------------------- | ----------------- | ---------------- |
| 2016               | Río de Janeiro (Brasil)    | Medalla de plata  | Paolo Nicolai    |
| Campeonato Europeo |                            |                   |                  |
| Año                | Lugar                      | Medalla           | Pareja           |
| 2014               | Quartu Sant'Elena (Italia) | Medalla de oro    | Paolo Nicolai    |
| 2016               | Biel/Bienne (Suiza)        | Medalla de oro    | Paolo Nicolai    |
| 2017               | Jūrmala (Letonia)          | Medalla de oro    | Paolo Nicolai    |
| 2020               | Jūrmala (Letonia)          | Medalla de bronce | Paolo Nicolai    |